# صراع إسرائيل وإيران بالوكالة
صراع إسرائيل وإيران بالوكالة أو الحرب الإسرائيلية الإيرانية بالوكالة (بالفارسية: جنگ نیابتی ایران واسرائیل) هو صراع مستمر غير مباشر بين إسرائيل وإيران. يتمحور الصراع حول النضال السياسي للقيادة الإيرانية ضد إسرائيل وهدف إسرائيل في منع إيران من إنتاج أسلحة نووية واضعاف حلفائها وأتباعها مثل حزب الله في لبنان. وتحارب قوات إيرانية في سوريا لدعم حكومة بشار الأسد. أما إسرائيل فتقدم العلاج الطبي للمعارضين السوريين بينهم أعضاء في جبهة النصرة.
وفقًا لما ذكره رئيس الموساد يوسي كوهين، «طالما ظل النظام الحالي قائمًا، مع الاتفاق النووي أو بدونه، فإن إيران ستظل تشكل التهديد الرئيسي لأمن إسرائيل».
وتشتبه إسرائيل في أن طهران تسعى إلى تحقيق هدف إقامة جسر بري مستمر من إيران (عبر العراق وسوريا) إلى لبنان، وإذا نجحت طهران فإنها ستكون «مغيرًا استراتيجيًا للعبة». وفي الحرب الأهلية السورية، وأملًا في تعزيز قدراتها اللوجستية وقدراتها المتوقعة في المنطقة، تهدف طهران إلى تطهير الطريق من العاصمة الإيرانية إلى دمشق وساحل البحر المتوسط.
وقد ساد الهدوء جبهة الجولان بين إسرائيل وسوريا منذ أن حافظت إسرائيل على معظم مساحة هضبة الجولان في حرب 1973، لكن بعد اندلاع الحرب الأهلية السورية في 2011 وقعت حوادث إطلاق نار على الحدود.

## الخلفية
تحولت العلاقات الإيرانية الإسرائيلية من العلاقات الوثيقة بين إسرائيل وإيران خلال عهد سلالة بهلوي إلى العداء منذ الثورة الإسلامية. وقد قطعت إيران جميع العلاقات الدبلوماسية والتجارية مع إسرائيل، ولم تعترف حكومتها بإسرائيل كدولة، مشيرة إلى حكومتها بوصفها «النظام الصهيوني».
وأسفر الغزو الإسرائيلي للبنان عام 1982 عن مغادرة منظمة التحرير الفلسطينية للبنان. وقد استفاد الحلفاء الإسرائيليون في لبنان والسكان المدنيون الإسرائيليون من إنشاء المنطقة الأمنية التالية في جنوب لبنان، حيث تعرض الجليل لهجمات أقل عنفًا من جانب حزب الله، مما كانت عليه منظمة التحرير الفلسطينية في السبعينات (مئات الضحايا المدنيين الإسرائيليين). وعلى الرغم من هذا النجاح الإسرائيلي في القضاء على قواعد منظمة التحرير الفلسطينية والانسحاب الجزئي في 1985، فإن الغزو الإسرائيلي قد زاد بالفعل من حده النزاع مع المليشيات اللبنانية المحلية وأسفر عن تعزيز عدة حركات شيعية محلية في لبنان، بما في ذلك حزب الله وأمل، من حركة حرب عصابات لم تكن منظمة في السابق في الجنوب. وعلى مر السنين، ازدادت الخسائر العسكرية للجانبين ارتفاعًا، حيث استخدم الطرفان أسلحة حديثة، وتقدم حزب الله بتكتيكاته.
وزودت إيران منظمه حزب الله المقاتلة بكميات كبيرة من المساعدات المالية والتدريبية والسياسية والدبلوماسية والتنظيمية والأسلحة والمتفجرات في الوقت الذي أقنعت فيه حزب الله باتخاذ إجراء ضد إسرائيل. وقد أورد حزب الله في بيانه لعام 1985 أهدافه الرئيسية الأربعة بأنها «مغادرة إسرائيل النهائية للبنان تمهيدًا لطمسها النهائي». ووفقًا للتقارير الصادرة في فبراير 2010، تلقى حزب الله 400 مليون دولار من إيران. وبحلول أوائل التسعينات، برز حزب الله، بدعم من سوريا وإيران، بوصفه المجموعة القيادية والقوه العسكرية، التي تحتكر رئاسة نشاط المغاورين في جنوب لبنان.
وفي يناير 2014 حذر رئيس الوزراء الإسرائيلي بنيامين نتانياهو من أن البرنامج النووي الإيراني لن يؤخر إلا ستة أسابيع نتيجة لاتفاقيته المؤقتة مع المجتمع الدولي. في واحدة من أغرب الأزواج في المنطقة، تقوم إسرائيل والدول العربية الخليجية بقيادة السعودية على نحو متزايد بإيجاد أرضية مشتركة — ولغة سياسية مشتركة — لاستيائهما المتبادل من احتمال التوصل إلى اتفاق نووي في جنيف يمكن أن يكبح البرنامج الذري لطهران ولكنه يترك العناصر الرئيسية سليمة، مثل تخصيب اليورانيوم. وفي يونيو 2017، صرح وزير الدفاع الإسرائيلي السابق موشيه يعالون أن «نحن والعرب، وهم نفس العرب الذين نظموا في تحالف في حرب استمرت ستة أيام لمحاولة تدمير الدولة اليهودية، يجدون أنفسهم اليوم في نفس القارب معنا... والبلدان العربية السنية، بصرف النظر عن قطر، في نفس القارب إلى حد كبير معنا، حيث إننا جميعًا نرى أن إيران النووية هي التهديد الأول ضدنا جميعًا».

## التاريخ

### الدعم الإيراني لحزب الله وحماس

#### 2000
مع انتخاب الإيراني محمود أحمدي نجاد عام 2005؛ أصبحت العلاقة بين إيران وإسرائيل متوترة على نحو متزايد باعتبار أن البلدان بلدان مشاركة في سلسلة من الصراعات بالوكالة والعمليات السرية ضد بعضهما البعض.

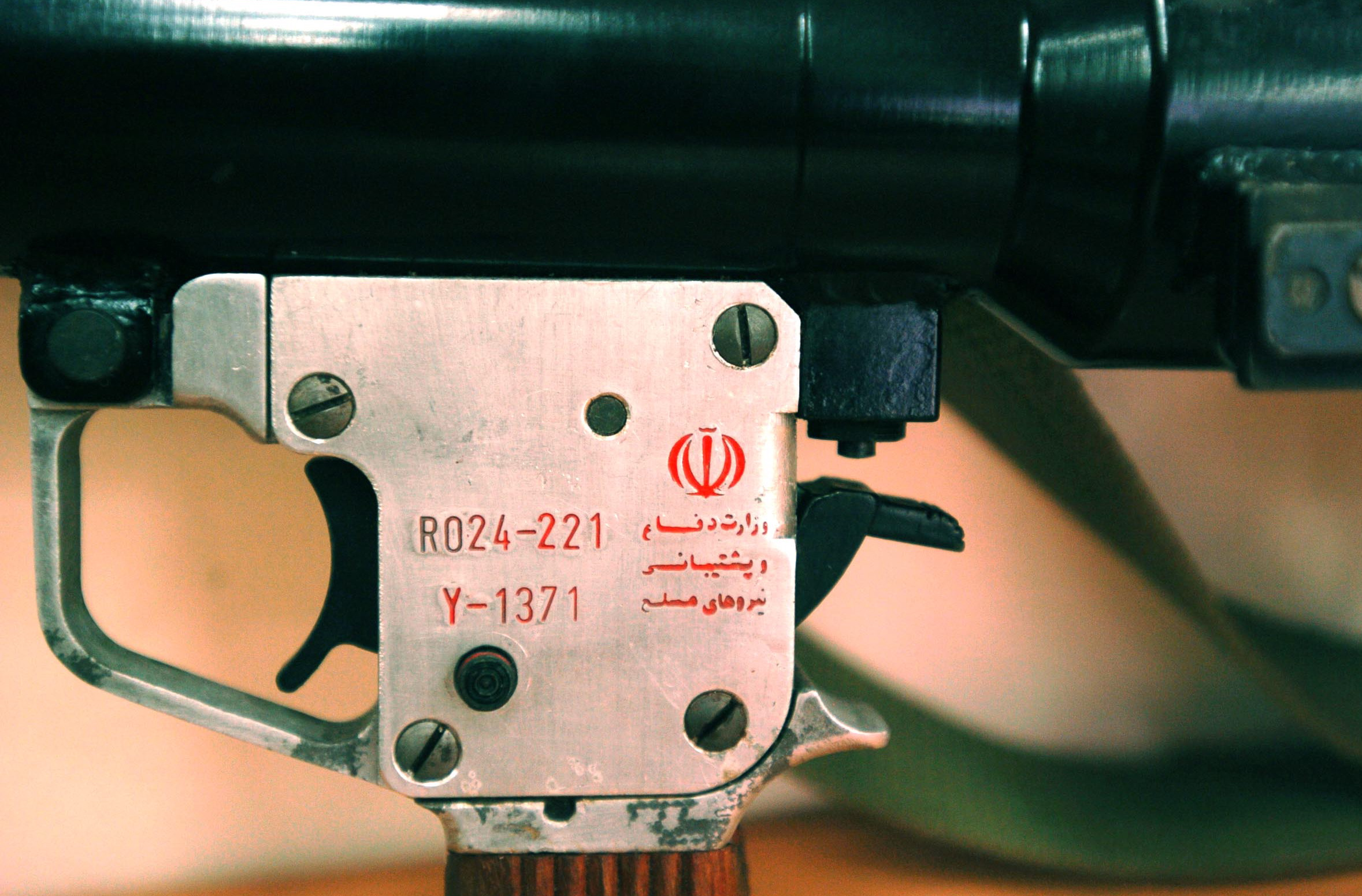
قاذفة آر بي جي الصاروخية عليها رمز إيران تم عرضها من قبل إسرائيل التي ادعت العثور عليها خلال حرب لبنان عام 2006.

خلال حرب لبنان عام 2006 ساعد الحرس الثوري الإيراني مقاتلي حزب الله في الهجمات على إسرائيل. رأى الكثير من المحللين الإسرائيليين أن مئات العناصر من الحرس الثوري قد شاركوا في إطلاق الصواريخ على إسرائيل خلال الحرب بل إن حزب الله على صواريخ بعيدة المدى من إيران. ليس هذا فقط فالكثير من الساسة وصناع القرار في إسرائيل يرون أن عناصر الحرس الثوري هي التي أشرفت على تدريب مقاتلي حزب الله خلال استهدافهم للبارجة آي إن إس هانيت بصاروخ سي-802 المضادة للسفن. تضررت السفينة الحربية بشكل كبير خلال الهجوم وقُتل أربع من أفراد طاقمها؛ أمّا إسرائيل فقد زعمت أنها تمكنت من قتل ما بين ستة حتى تسعة من نشطاء الحرس الثوري خلال الحرب وبحسب وسائل الإعلام الإسرائيلية فإن أجسادهم قد نُقلت إلى سوريا ومن ثم إلى العاصمة طهران. في 6 أيلول/سبتمبر 2007 شنت القوات الجوية الإسرائيلية ما عُرف بعملية البستان والتي تسببت في تدمير مفاعل نووي مشتبه به في سوريا مما نجم عنه مقتل حوالي عشر عمال من كوريا الشمالية.
أثناء وبعد حرب غزة شنّت القوات الجوية الإسرائيلية بمساعدة من الوحدات الخاصة الإسرائيلية ثلاث ضربات جوية ضد أسلحة إيرانية مهربة إلى حركة حماس عبر السودان مما دفع بالدولة الإيرانية إلى تكثيف جهودها من أجل تزويد حماس بالأسلحة والذخائر.
في 4 تشرين الثاني/نوفمبر 2009 إسرائيل استولت إسرائيل على سفينة في شرق البحر الأبيض المتوسط وادعت أن حمولتها تتجاوز مئات الأطنان من الأسلحة ثم زعمت أنها كانت متجهة من إيران إلى حزب الله.

#### 2010
في عام 2010 حصلت موجة من الاغتيالات التي استهدفت العلماء النوويين الإيرانيين، ويُعتقد -على نطاق واسع- أن جهاز الاستخبارات الإسرائيلية الموساد هو المسؤول عن كل هذه العمليات. وفقا لوسائل الإعلام الإيرانية والعالمية فإن الأساليب المستخدمة في قتل العلماء الإيرانيين هي نفسها التي يعتمد عليها الموساد في اغتيال أهدافه. لم يُعرف بالضبط السبب من وراء هذه الاغتيالات إلا أن المصادر الإيرانية تُؤكد على أنها محاولة إسرائيلية بائسة من أجل وقف برنامج إيران النووي أو للتأكد من أنه لا يمكن استرداد واستعادة البرنامج في حالة ما نفذت القوات الإسرائيلية ضربة على المنشآت النووية الإيرانية. في الهجوم الأول قُتل عالم الفيزياء مسعود علي محمدي وذلك بتاريخ 12 كانون الثاني/يناير 2010 حيث تم تفجير دراجة نارية مفخخة كانت متوقفة بالقرب من سيارته. في 12 تشرين الأول/أكتوبر من عام 2010 حصل انفجار في قاعدة عسكرية تابعة للحرس الثوري بالقرب من مدينة خرم آباد مما تسبب في مقتل 18 جنديا. في 29 تشرين الثاني/نوفمبر 2010 تم اغتيال اثنين من كبار العلماء النوويين الإيرانيين وهما مجيد شهرياري وفريدون عباسي دوائي حيث تم استهدافهما من قِبل قتلة محترفين كانوا يستقلون مجموعة دراجات نارية. قُتل شهرياري بينما أصيب عباسي بجروح خطيرة. في 23 تموز/يوليو 2011 قُتل العالِم الصاعد رازان جاد بالرصاص في شرق طهران. ثم في 11 كانون الثاني/يناير 2012 اغتيل مصطفى أحمدي روشان وسائقه في انفجار قنبلة عُلِّقت على سيارتهم.
في حزيران/يونيو 2010 تم اكتشاف دودة حاسوب من طراز ستوكسنت استهدفت الحواسيب الإيرانية. يعتقد أن هذا الفيروس قد تم تطويره من قبل الولايات المتحدة وإسرائيل وذلك بهدف مهاجمة المنشآت النووية الإيرانية. وخلال دراسة أجريت من قبل معهد العلوم والأمن الدولي قُدر أن ستوكسنت قد أتلفت ما يقرب من 1000 جهاز طرد مركزي (10% من مجموعة الأجهزة) في منشأة نطنز لتخصيب اليورانيوم. ليس هذا فقط؛ فقد تم استهداف حواسيب نفس المئشآت بفيروسات وبرمجيات خبيثة أخرى بما في ذلك دوكو وفلام.

#### 2011
في 15 آذار/مارس 2011 استولت إسرائيل على سفينة من سوريا يُعتقد أنها كانت تتكفل بنقل الأسلحة الإيرانية إلى قطاع غزة. وبالإضافة إلى ذلك، فإن المصادر الإيرانية تشتبه في أن الموساد هو المسؤول عن الانفجار الذي أتلف إحدى المنشآت النووية داخل مدينة أصفهان. لكن وفي المقابل فقد نفت الحكومة الإيرانية حصول أي انفجار في تلك المنطقة إلا أن ذي تايمز أكدت حصول ضرر كبير على على مستوى المحطة النووية استنادًا إلى صور الأقمار الصناعية ونقلاً عن مصادر استخباراتية إسرائيلية قولها إن الانفجار في الواقع استهدفت موقع نووي ولم يكن انفجارا اعتباطيا. وما زاد من هذه «الفرضية» هو استهداف حزب الله بصاروخين لشمال إسرائيل ثم ردَّ الجيش الإسرائيلي بإطلاق أربعة قذائف مدفعية على المنطقة التي أُطلق منها الصاروخان. تردد حينها أن الهجوم قد تم بطلب من إيران وسوريا ليكون ذلك بمثابة تحذير إلى إسرائيل. تسبب الهجوم الإسرائيلي في مقتل 7 أشخاص بمن فيهم الرعايا الأجانب. فيما تم إصابة 12 شخصاً آخرين بينهم 7 توفو لاحقاً في المستشفى.
يُشتبه في أن الموساد وراء تفجير بيدغانة في تشرين الثاني/نوفمبر 2011 وهي قاعدة صواريخ تابعة للحرس الثوري. أدى الانفجار إلى مقتل 17 من عناصر الحرس الثوري بما في ذلك الجنرال حسن طهراني مقدم الذي وصف بأنه شخصية رئيسية في البرنامج الصاروخي الإيراني.
بعد كل هذه الاستفزازات الإسرائيلية حاولت إيران رد الصاع صاعين مما دفعها إلى محاولة ضرب أهداف إسرائيلية ويهودية؛ وُضعت الأهداف المحتملة في حالة تأهب قصوى. وكان يورام كوهين رئيس الشاباك قد ادعى أن الجهاز أحبط ثلاثة هجمات إيرانية مخطط لها في اللحظة الأخيرة في كل من تركيا، أذربيجان ثم تايلاند. في 11 أكتوبر 2011 زعمت الولايات المتحدة أنها أحبطت محاولة إيرانية لاغتيال السفير السعودي في واشنطن كما أحبطت هجمات أخرى بما في ذلك استهداف السفارتين السعودية والإسرائيلية في كل من واشنطن العاصمة وبوينس آيرس.

#### 2012
في 13 شباط/فبراير 2012 تم استهداف موظفي السفارة الإسرائيلية في جورجيا والهند. أما الهجوم الأول فقد حصل في جورجيا من خلال محاولة تفجير سيارة مفخخة بالقرب من السفارة إلا أن الشرطة الجورجية نجحت في تفجيرها بأمان في مكان خالٍ من المارة، بينما حصل الهجوم الثاني في الهند وذلك باستعمال سيارة مفخخة أيضاً ما أدى إلى إصابة أربعة أشخاص. من بين الجرحى كانت زوجة موظف في وزارة الدفاع الإسرائيلية. اتهمت إسرائيل إيران بالوقوف وراء الهجمات. في اليوم التالي زعمت شرطة تايلاند أنها ألقت القبض على ثلاثة وكلاء إيرانيين في بانكوك كانوا يُخطّطون لقتل المسؤولين الدبلوماسيين الإسرائيليين بما في ذلك السفير وذلك عن طريق ربط قنابل على السيارات التابعة للسفارة. تم الكشف عن الخلية عندما انفجرت القنابل، وقد أوردت الشرطة في تقريرها أن وكيلاً إيرانياً طاردته فاختبأ في بيته ثم ألقى عبوة ناسفة على عناصر الشرطة تسبب في تمزيق ساق أحد الضباط وذلك قُبيل اقتياده للحجز. أما المشتبه به الثاني فقد اعتقل بينما كان يحاول اللحاق برحلة خارج البلاد فيما هرب الثالث إلى ماليزيا لكنه ألقي القبض عليه من قبل الشرطة الاتحادية الماليزية. قبضت الشرطة التايلاندية في وقت لاحق على شخصين يشتبه في تورطهم في هذه العمليات.
في أواخر شباط/فبراير 2012 سربت ويكيليكس رسائل بريد إلكتروني سرية لشركة مخابرات أمريكية خاصة في ستراتفور وقد تضمنت التسريبات عدة معلومات بما في ذلك تعاون الوحدات الخاصة الإسرائيلية بالمقاتلين الأكراد من أجل تدمير العديد من الأنفاق التي تستخدمها إيران في مشاريعها البحثية النووية.
في 18 تموز/يوليو 2012 تم تفجير حافلة تُقل سياح إسرائيليين في بلغاريا مما أسفر عن مقتل خمسة سياح والسائق وإصابة 32 آخرين. ألقى رئيس الوزراء الإسرائيلي بنيامين نتنياهو باللائمة على إيران وحزب الله. في تموز/يوليو 2012 ذكر أحد كبار وزارة الدفاع الإسرائيلية أن الجيش الإسرائيلي ووحدة المخابرات قد أحبطا منذ مايو عام 2011 أكثر من 20 هجمة «إرهابية» مخطط لها من قبل الإيرانيين أو عناصر من حزب الله ضد أهداف إسرائيلية في مختلف أنحاء العالم بما في ذلك في جنوب أفريقيا، وأذربيجان، وكينيا، وتركيا، وتايلاند، وقبرص، وبلغاريا، ونيبال، ونيجيريا، وبيرو.
في 6 تشرين الأول/أكتوبر 2012 أسقطت القوات الإسرائيلية طائرة بدون طيار حلقت فوق شمال النقب، في هذه المرة اعترف حزب الله أنه أرسل فعليا طائرة بدون طيار باتجاه إسرائيل فيما أكد نصر الله في خطاب متلفز على أن أجزاء من الطائرة قد تم تصنيعها في إيران.
في 24 تشرين الأول/أكتوبر 2012 اتهم السودان دولة الاحتلال بقصف مصنع للذخيرة بزعم أنه تابع للحرس الثوري الإيراني جنوب الخرطوم.
في تشرين الثاني/نوفمبر 2012 ذكرت إسرائيل أن إيران تقوم بتحميل عشرات الصواريخ في سفن عادية وحربية ثم يتم تصديرها إلى بلدان أخرى ثم أكدت إسرائيل على أنها «ستهاجم وتدمر أي شحنة من الأسلحة تمر بالقرب من حدودها».

#### 2013
في كانون الثاني/يناير 2013 انتشرت شائعات تُفيد أن موقع «فوردو» لتخصيب الوقود قد تعرض لانفجار ما دفع بالوكالة الدولية للطاقة الذرية للقيام بتحقيقات خلصت فيها إلى أنه لم يحصل أي حادث على مستوى ذلك الموقع.
في 25 نيسان/أبريل 2013 أسقطت الطائرات الإسرائيلية طائرة بدون طيار قبالة سواحل حيفا بدعوى أنها تابعة لحزب الله.
في 7 أيار/مايو 2013 سمعَ سكان وقاطني مدينة طهران ثلاثة انفجارات في منطقة معروف عنها تخزينها لعدد من الصواريخ الإيرانية وبتوفرها على مراكز أبحاث ومستودعات. ذكرت الحكومة في وقت لاحق أن موقع الانفجارات هو موقع لشركة خاصة تُقيم فيه مصنع للمواد الكيميائية.
في 10 ديسمبر/كانون الأول أعلنت حماس استئنافها للعلاقات مع إيران بعد انقطاع مؤقت بسبب الصراع السوري.

#### 2014
حكمت محكمة في القدس على رجل إسرائيلي يُدعى بيرجيل بالسجن أربع سنوات ونصف بسبب تجسسه لصالح إيران. جدير بالذكر أن بيرجيل ينتمي إلى وكالة مكافحة الصهيونية ناطوري كارتا الأرثوذكسية المتطرفة والتي تُعارضها «دولة» إسرائيل بشدة.
في 5 آذار/مارس 2014 اعترضت البحرية الإسرائيلية سفينة شحن ادعت أنها كانت تُهرب عشرات الصواريخ بعيدة المدى باتجاه غزة بما في ذلك صواريخ إم-302 سورية الصنع. سميت العملية باسم عملية الإفصاح الكامل وقد نفذت من قبل شايطيت 13 التابعة للقوات الخاصة في البحر الأحمر على بُعد 1500 كيلومترا من إسرائيل.
ذكرت وسائل الإعلام التابعة للدولة الإيرانية أن الحرس الثوري الإيراني قد أسقطت طائرة إسرائيلية بدون طيار بالقرب من محطة نطنز لتخصيب الوقود. أما الجيش الإسرائيلي فلم يعلق حول هذه التقارير.
قُتل اثنين من العمال في انفجار وقع في مصنع متفجرات جنوب شرق طهران بالقرب من المفاعل النووي في بارشين. وفيما بدا أنه رد فعل من قبل إيران،  فقد فجر حزب الله عبوة ناسفة على الحدود بين لبنان والجانب الذي تسيطر عليه إسرائيل من مزارع شبعا مما أسفر عن إصابة اثنين من الجنود الإسرائيليين. ردت إسرائيل بإطلاق نيران المدفعية باتجاه اثنين من مواقع حزب الله في جنوب لبنان.

### خلال الحرب الأهلية السورية

#### 2013
في 30 كانون الثاني/يناير 2013 هاجمت الطائرات الإسرائيلية قوافل سورية بدعوى أنها كانت تنقل أسلحة إيرانية إلى حزب الله. ذكرت مصادر أخرى أن الموقع المستهدف هو مركز بحوث جمرايا في جمرايا المسؤول عن تطوير الأسلحة البيولوجية والكيميائية.
عادت إسرائيل لتنفيذ ضربات جوية في ريف دمشق في 3 و5 أيار/مايو 2013 وذلك بزعم أن الموقع كان يحتوي على أسلحة أرسلت من إيران إلى حزب الله.
وفقا لمسؤولين في الولايات المتحدة فإن إسرائيل شنت غارة جوية وهجوم بصواريخ كروز في 5 تموز/يوليو على مركز روسي لصنع الصواريخ المضادة للسفن قرب مدينة اللاذقية مما تسبب في مقتل العديد من القوات السورية. كما ذكر مسؤول في الإدارة الأميركية في 31 تشرين الأول/أكتوبر أن الطائرات الحربية الإسرائيلية قد شنت ضربة جوية على قاعدة سورية بالقرب من ميناء اللاذقية وذلك من أجل استهداف وتدمير الأسلحة التي يُعتقد أنها كانت ستُنقل إلى الميليشيات اللبنانية.
تعززت العلاقة بين الجبهة الشعبية لتحرير فلسطين والجمهورية الإسلامية في إيران عقب تضرر العلاقة مع تعزيز حماس التي ابتعدت عن إيران بسبب اختلاف المواقف بشأن الحرب الأهلية السورية. كافأت إيران الجبهة الشعبية لتحرير فلسطين؛ بسبب موالاتها لنظام للأسد كما زادت من المساعدات المالية والعسكرية. كل هذا دفع بأبو أحمد فؤاد عضو المكتب السياسي للجبهة الشعبية لتحرير فلسطين أن الجماعة ستنتقم من إسرائيل إذا ألقت الولايات المتحدة قنابل على سوريا.
في 15 كانون الأول/ديسمبر 2013 قام قناص لبناني بإطلاق النار على سيارة إسرائيلية بالقرب من الحدود مما تسبب في مقتل جندي. بعد عدة ساعات من الحادث قتلت آليات عسكرية إسرائيلية اثنين من الجنود اللبنانيين بعد اكتشاف «حركة مشبوهة» في نفس المنطقة.

#### 2014
ذكرت مصادر موالية للمعارضة السورية وكذلك مصادر لبنانية أن آخر ضربة حدث في اللاذقية في 26 كانون الثاني/يناير 2014. وبالرغم من ذلك فقد أغارت الطائرات الإسرائيلية بضربتين جويتين ضد حزب الله في مرافق قرب الحدود السورية اللبنانية في 24 شباط/فبراير 2014 مما تسبب في مقتل العديد من المسلحين. أكد المرصد السوري لحقوق الإنسان في وقت لاحق أن الهجوم استهدف قاعدة صواريخ تابعة لحزب الله.
في 7 كانون الأول/ديسمبر 2014 أغارت الطائرات الإسرائيلية على مناطق قرب مطار دمشق الدولي وفي بلدة ديماس قرب الحدود مع لبنان. ووفقا لتقارير أجنبية فإن الهجوم استهدف مستودع صواريخ إس-300 التي كانت في طريقها من سوريا إلى حزب الله في لبنان. ذكرت قناة العربية الموالية للسعودية أن اثنين من مقاتلي حزب الله قد قُتلوا في الضربات بما في ذلك مسؤول عسكري رفيع المستوى.

#### 2015
في 18 كانون الثاني/يناير عام 2015 هاجمت مروحيات إسرائيلية قافلة حزب الله قُرب مرتفعات الجولان مما أسفر عن مقتل ستة أعضاء بارزين من الحزب وستة من قادة الحرس الثوري الإيراني. في 28 كانون الثاني/يناير أطلقَ حزب الله صاروخ مضاد للدبابات على قافلة عسكرية إسرائيلية في مزارع شبعا ممّا أسفر عن مقتل جنديين وإصابة سبعة آخرين. وقد ردت إسرائيل بقصف ما لا يقل عن 50 قذيفة مدفعية عبر الحدود إلى جنوب لبنان تسببت في مقتل متطوع إسباني من قوات حفظ السلام الأممية.
في 25 نيسان/أبريل 2015 شنت إسرائيل سلسلة هجمات في منطقة القلمون السورية ضد ومخيمات قوافل الأسلحة وقواعد مملوكة لحزب الله.
في 29 تموز/يوليو 2015 استهدفت الطائرات الإسرائيلية سيارة تقع في قرية دروز في جنوب غرب سوريا مما تسبب في مقتل رجال موالون لنظام الأسد. ثم عاودت استهداف قاعدة عسكرية على طول الحدود اللبنانية-السورية ينتمون إلى فصائل فلسطينية مؤيدة للنظام السوري.
في 20 و21 آب/أغسطس 2015 ضربت أربع صواريخ مرتفعات الجولان المحتل مما دفع بإسرائيل إلى شن ضربات جوية في سوريا تسببت في مقتل العديد من المسلحين.
ذكرت وسائل الاعلام السورية في 31 تشرين الأول/أكتوبر 2015 أن الطائرات الإسرائيلية هاجمت عدة أهداف لحزب الله في جنوب سوريا على مقربة من الحدود مع لبنان في منطقة جبال القلمون. كما شنت إسرائيل غارة جوية أخرى قرب مطار دمشق في 11 تشرين الثاني/نوفمبر استهدفت مخازن أسلحة تابعة لحزب الله.
ذكرت المعارضة السورية أن القوات الجوية الإسرائيلية شنت ضربة جوية إسرائيلية على القلمون في الحدود السورية اللبنانية بتاريخ 23 تشرين الثاني/نوفمبر 2015 مما أسفر عن مقتل 13 من مقاتلي حزب الله وعشرات الجرحى. وبحسب مصادر سورية فإن الطائرات الإسرائيلية هاجمت مرة أخرى الجيش السوري وحزب الله" في نفس المنطقة يوم 28 تشرين الثاني/نوفمبر مما تسبب في وقوع قتلى وجرحى من مقاتلي الحزب والجيش.
في 19 كانون الأول/ديسمبر 2015 قُتل ثمانية أشخاص بينهم سمير القنطار وغيرهم من قادة حزب الله في انفجار وقع في ضواحي دمشق. ووفقا لسانا فإن القنطار قد قتل خلال «هجمات صاروخية إرهابية». في 20 كانون الأول/ديسمبر 2015 وصف وزير الإعلام السوري عمران الزعبي الحادث بأنه عملية إرهابية «خُطط لها مسبقا» مشيرا إلى أن السلطات السورية كانت تجري تحقيقا لمعرفة كيفية حصول الحادث. ادعى حزب الله فيما بعد أن المبنى قد تم تدميره بصاروخ جو-أرض أُطلقَ من قِبل طائرة عسكرية تابعة لسلاح الجو الإسرائيلي. في 21 كانون الأول/ديسمبر نشرَ الجيش السوري الحر مقطع فيديو يدعي فيه المسؤولية عن قتل القنطار.
ذكرت مصادر تابعة للمعارضة السورية أن الطائرات الإسرائيلية هاجمت سبعة مواقع تابعة لـحزب الله في منطقة جبال القلمون في 26 ديسمبر 2015.

#### 2016
ذكرت وسائل الإعلام العربية أن الطائرات الإسرائيلية ضربت رتل للجيش السوري في دمشق وقافلة أسلحة تابعة لحزب الله في الطريق السريع بين دمشق-بيروت بتاريخ 30 تشرين الثاني/نوفمبر 2016.
في 7 كانون الأول/ديسمبر 2016 اتهمت سوريا وحزب الله إسرائيل بإطلاق صواريخ أرض-أرض استهدفت المزة الجوية قرب دمشق، في حين أكدت مصادر موالية للمعارضة السورية أن الهدف كان قافلة من الأسلحة الكيميائية كانت في طريقها إلى حزب الله.

#### 2017
في 12 كانون الثاني/يناير 2017 استهدفت الطائرات الحربية الإسرائيلية المزة الجوية في ريف دمشق. وفقاً لمصادر ميدانية فإن الهدف كان مستودعا للذخيرة مما تسبب في انفجار هائل سُمع من العاصمة السورية.
في 22 فبراير من عام 2017 ضربت الطائرات الإسرائيلية شحنة أسلحة بالقرب من دمشق كانت ذاهبة باتجاه لبنان.
وقع حادث بين إسرائيل وسوريا في 17 آذار/مارس 2017؛ حيث أطلقت القوات السورية صواريخ من طراز إس-200 على طائرات للقوات الجوية الإسرائيلية التي كانت تُخطط لشن هجمات على أهداف في سوريا بالقرب من منشأة عسكرية في تدمر كما أُطلق صاروخ من طراز آرو. أعلنت إسرائيل في وقت لاحق أنها استهدفت شحنات أسلحة متجهة نحو «عناصر إرهابية» وتحديدًا حزب الله الذي يتمركز في لبنان. في أعقاب هذا الحادث؛ ذكرت وسائل إعلام محسوبة على الحكومة السورية تمكنها من إسقاط مقاتلة إسرائيلية لكن إسرائيل نفت هذا ولم تُبلغ عن أي حالة مُغايرة كما أن عناصر النظام السوري اكتفوا بنشر الخبر دون دليل.
في 27 نيسان/أبريل 2017 قالت وكالة الأنباء السورية الرسمية (سانا) المملوكة للحكومة إن ذوي انفجارات قد سُمعت في مطار دمشق الدولي في الساعة 3:42 صباحاً ولم يبلغ عن وقوع إصابات. كما أكدت على أن صوت الانفجار قد سُمعَ على بعد 15 كيلومتر (9.3 ميل). تحمل وزير الاستخبارات الإسرائيلي يسرائيل كاتس مسؤولية عن الانفجار وصرّح لإذاعة الجيش قائلا: «يتوافق الحادث في سوريا تماما مع سياسة إسرائيل إلى الهادفة إلى منع إيران من تهريب الأسلحة المتطورة عبر سوريا إلى حزب الله.» وكان اثنين من الثوار قد صرحوا لوكالة رويترز للأنباء أن «خمس ضربات قد أصابت مستودع للذخيرة تُستخدم من الميليشيات المدعومة من إيران.»
في 7 أيلول/سبتمبر 2017 ذكرت الغارديان أن الجيش السوري أكد في بيان رسمي له أن طائرات إسرائيلية قد نفذت غارات جوية على مراكز بحوث ودراسات في سوريا بالإضافة إلى مركز عسكرب مملوك بالكامل للحكومة السورية ومرفق البحوث الذي أشيع على أن يحتوي على أسلحة كيميائية بالقرب من مدينة مصياف في محافظة حماة. بشكل عام تسبب الهجوم في مقتل اثنين على الأقل من جنود الجيش السوري. أطلقت هذه الصواريخ من المجال الجوي اللبناني وقد دعمنت وساندت الولايات المتحدة إسرائيل فيما قامت به بعدما أكدت على أن مركز البحوث كان يقوم بتطوير غاز السارين الذي استخدم في الهجوم الكيميائي على خان شيخون. صرّح يعقوب أميدرور مستشار الأمن القومي الإسرائيلي السابق فقال: «لسنوات عديدة كان واحدا من مراكز البحث والتطوير السورية في مجال أنظمة الأسلحة بما في ذلك الأسلحة الكيماوية والأسلحة التي تم نقلها إلى حزب الله.»
في 22 أيلول/سبتمبر 2017 ذكرت بعض المصادر أن الطائرات الإسرائيلية نفذت ثلاث ضربات على أهداف بالقرب من مطار دمشق الدولي وقد تبين فيما بعد أن الضربات أصابت مستودعات أسلحة مملوكة لحزب الله.

#### 2018
اشتد الصراع والتوتر بين إيران وإسرائيل في عام 2018 وبالخصوص على الأراضي السورية التي لطالما كانت حلبة لصراع الطرفين. بدأت إسرائيل هذه السنة من خلال شن عشرات الضربات الجوية بحلول شباط/فبراير 2018 على أهداف للحرس الثوري ولحزب الله. تم في وقت لاحق إسقاط طائرة بدون طيار إيرانية الصنع فوق شمال إسرائيل من قِبل سلاح الجو ثم ردت سوريا من خلال إسقاط طائرة من طراز جنرال دايناميكس إف-16 فايتينغ فالكون بصاروخ مضاد للطائرات في ضربات انتقامية. خرج طاقم الطائرة قبل تحطهما وهبط بسلام قبل أن تتحطم الطائرة بالقرب من حردوف كيبوتس. خلال هذه الفترة صعّدت إسرائيل من هجومها فشنت عشرات الهجمات والضربات ضد أهداف الدفاعات الجوية السورية والمرافق الإيرانية.
اتهمت روسيا وسوريا إسرائيل بتنفيذ غارة جوية في 9 أبريل من عام 2018 على قاعدة التياس الجوية والمعروفة أيضا باسم قاعدة التيفور الجوية خارج مدينة تدمر في وسط سوريا. ذكرت وزارة الدفاع الروسية أن طائرة إسرائيلية أطلقت ثمانية صواريخ على القاعدة من الأجواء اللبنانية؛ خمسة منها تم اعتراضها من قبل أنظمة الدفاع الجوي السورية. وبحسب المرصد السوري لحقوق الإنسان فقد قُتل خلال هذا الهجوم ما لا يقل عن 14 شخصا وأصيب آخرون بجراح. من بين الضحايا مواطنين إيرانيين.
ذكر الجيش السوري أن الصواريخ أصابت عدة قواعد في حماة وريف حلب في 29 نيسان/أبريل 2018. وقال أحد المسؤولين في المعارضة أن إسرائيل استهدفت اللواء 47 قرب مدينة حماة والمعروف بتمركز الميليشيات الشيعية المدعومة من إيران فيه من أجل القتال إلى جانب قوات الأسد. ذكرت المعارضة السورية أيضا أن 38 من جنود النظام قد قتلوا فيما أصيب 57 آخرون بجروح متفاوتة الخطورة. وقد انتشرت تقارير غير مؤكدة ذكرت أن جنرالا إيرانيا كان من بين القتلى.
ذكرت وسائل إعلام عربية ذكرت أن ثمانية أعضاء من القوات الجوية السورية و150 من شعبة الدفاع الجوي قد قتلوا في انفجار غامض صبيحة يوم 6 مايو على طريق دمشق-السويداء. بعد يومين قصفت طائرات حربية إسرائيلية عدة قواعد عسكرية في سوريا بسبب «الوجود الإيراني». استهدف صاروخان إسرائيليان قافلة أسلحة في قاعدة قرب الكسوة القريبة بدورها من دمشق.
في 10 مايو ووفقا لقوات الدفاع الإسرائيلية فإن القوات الإيرانية السورية عقدت اتفاقاً استهدفت من خلال مرتفعات الجولان بحوالي 20 قذيفة سقطت على مقربة من تجمع لأفراد من الجيش الإسرائيلي المواقف مما تسبب في حصول أضرار وإصابات. ردت إسرائيل من خلال جولات من إطلاق الصواريخ باتجاه سوريا وبخاصة مواقع فيلق القدس الإيراني. حينها صرَّح وزير الدفاع الإسرائيلي أفيغادور ليبرمان قائلا: «آمل أن نكون قد انتهينا من هذا الفصل والجميع فهم الرسالة!»
في 18 مايو حصلت انفجارات ضخمة داخل مطار حماة العسكري. ذكرت سكاي نيوز عربية الموالية لدولة الإمارات العرببة المتحدة أن الانفجارات ناجمة عن ضربات موجهة ضد إيران بواسطة ة منظومة باور 373 للدفاع الجوي طويلة المدى والتي دخلت الخدمة في آذار/مارس 2017. أما بغداد بوست فقد ذكرت أن الطائرات الإسرائيلية استهدفت مرافق للحرس الثوري في المطار كما أكدت على أن القصف جاء بعد وقت قصير من ضرب مواقع الميليشيات العراقية الذين تجمعوا هناك. في حين ذكر ديبكا أن العشرات من السوريين والإيرانيين قد قتلوا خلال التفجيرات.
في 24 مايو ادعى شهود عيان مشاهدة الطائرات الحربية الإسرائيلية تُحلق فوق الأجواء اللبنانية وتسدد ضربات جوية باتجاه مطار حمص، وفقا للمرصد السوري فإن الهجوم استهدف قواعد حزب الله في المنطقة، مما أسفر عن مقتل واحد وعشرين شخصا بما في ذلك تسعة إيرانيين.
ذكرت صحيفة الجريدة الكويتية أن إسرائيل استهدفت الميليشيات الشيعية العراقية في سوريا بموافقة كل من روسيا والولايات المتحدة في 18 حزيران/يونيو مما تسبب في مقتل 52 شخصا. ذكرت الوكالة العربية السورية للأنباء (سانا) أن صاروخين إسرائيليين سقطا بالقرب من مطار دمشق الدولي يوم 26 يونيو. ادعى الناشطين المحليين أن الطائرات الحربية الإسرائيلية استهدفت طائرة شحن إيرانية كان يتم تفريغها في المطار. قال المرصد السوري لحقوق الإنسان إن القذائف الإسرائيلية ضربت مستودعات الأسلحة التابعة لـحزب الله بالقرب من المطار وأنظمة الدفاع الجوي السورية فشلت في منع الضربات الإسرائيلية.
وفقا للمعارضة السورية فإن ضربة جوية إسرائيلية قد دمرت مستودعات الذخيرة التابعة لنظام الأسد في حي الجنوب بدرعا يوم 3 تموز/يوليو. أمّا التلفزيون الرسمي السوري فقد أفاد في 8 تموز/يوليو أن الطائرات الإسرائيلية استهدفت قاعدة التيفور الجوية بالقرب من حمص ثم تمكنت أنظمة الدفاع الجوي السورية من إسقاط عددٍ من الصواريخ.
في 11 يوليو من عام 2018 اعترضت الدفاعات الجوية السورية صواريخ باتريوت إسرائيلية بعدما تسللت طائرة استطلاع بدون طيار إلى شمال إسرائيل. هذه الأخيرة هاجمت ثلاثة مواقع عسكرية سورية في منطقة القنيطرة.

### 2024
في 1 أبريل 2024 ضربة إسرائيلية استهدفت مبنى القنصلية الإيرانية في حي المزة بـ دمشق أدت إلى تدمير القنصلية بالكامل وأسفرت عن سقوط ضحايا من بينهم محمد رضا زاهدي القائد في لواء القدس.
في 17 أبريل 2024 صرّح حزب الله أنه قصف مقر قيادة عسكري في شمال إسرائيل رداً على سقوط ثلاثة من مقاتليه في ضربات استهدفت بلدتين في جنوب لبنان، في حين أعلن الجيش الإسرائيلي إصابة 18 شخصاً بينهم 14 جندياً.
في 20 أبريل 2024 قتل ثلاثة عناصر من حزب الله في غارة إسرائيلية استهدفت منزلاً كانوا داخله في جنوب لبنان، وفق ما أفاد به مصدر مقرب من الحزب لـوكالة الصحافة الفرنسية.
في 23 أبريل 2024 صرح الجيش الإسرائيلي أنه هاجم مبنى وأربع بنى تحتية لحزب الله في منطقة يارون جنوبي لبنان ، وأعلن حزب الله عن استهدافه مقر قيادة عسكريا شمالي إسرائيل بعشرات صواريخ الكاتيوشا. كما أعلن حزب الله عن هجوماً جوياً مركباً بمسيرات إشغالية وأخرى انقضاضيه استهدفت مقر قيادة لواء غولاني ومقر وحدة إيغوز 621 في ثكنة شراغا شمال مدينة عكا المحتلة وأصابت أهدافها بدقة.
في 26 أبريل 2024 صرّح حزب الله اللبناني قصف موقعين عسكريين في شمال إسرائيل بعشرات الصواريخ. وقال الحزب إن القصف استهدف موقع "حبوشيت" ومقر قيادة "لواء حرمون 810"، في ثكنة "معاليه غولاني" بعشرات صواريخ الكاتيوشا تزامناً مع شنّ مسيرة حربية إسرائيلية هجوماً استهدف سيارة على طريق ميدون - السريرة في البقاع الغربي شرق لبنان، مما أدى إلى مقتل شخصين بحسب الوكالة الوطنية للإعلام.
في 3 مايو 2024 قامت مسيرات إسرائيلية بشن هجوم على أحد المواقع في محيط دمشق مما أدى لإصابة 8 عسكريين حيث صرح المرصد السوري لحقوق الإنسان أن الهجوم قد استهدف مركز تدريب أمني يتبع حزب الله اللبناني.
في 5 مايو 2024 صرح الدفاع المدني اللبناني أن أربعة أفراد من عائلة واحدة قتلوا في غارة جوية إسرائيلية على منزل في بلدة بجنوب لبنان، و رداً على ذلك قام حزب الله بإطلاق عشرات من صواريخ الكاتيوشا على بلدة كريات شمونة في شمال إسرائيل قرب الحدود اللبنانية.
في 7 مايو 2024 شن حزب الله هجومين بطائرات مسيرة مما أدى إلى مقتل إثنين من قوات الجيش الإسرائيلي.
في 9 مايو 2024 شنّت مسيرة إسرائيلية هجوماً على سيارة في طريق بلدة بافليه في قضاء صور جنوب لبنان تقل ثلاثة عناصر من قوة الرضوان التابعة لحزب الله مما أدى لمقتل شخصين وإصابة الثالث بجروح خطيرة.
في 9 مايو 2024 أعلنت وزارة الدفاع السورية أن الدفاعات الجوية أسقطت صواريخ إسرائيلية تم إطلاقها من هضبة الجولان باتجاه ريف دمشق ،ووفقا لـ قناة العربية فإن القصف استهدف مقراً لميليشيا حركة النجباء في جنوب العاصمة دمشق.
في 10 مايو 2024 غارة إسرائيلية في جنوب لبنان أدت لمقتل عنصر من الدفاع المدني في كشافة الرسالة التابعة لـحركة أمل وفق ما صرحت به الوكالة الوطنية للإعلام الرسمية.
في 14 مايو 2024 أعلنت الوكالة الوطنية للأنباء الرسمية اللبنانية مقتل شخصان من قبل مسيرة مسيّرة إسرائيلية على سيارة في جنوب لبنان، وصرّح مصدر مقرّب من حزب الله أن أحد الشخصين هو قائد ميداني في الحزب.
في 25 مايو2024 أعلن المرصد السوري لحقوق الانسان مقتل عنصران من حزب الله قرب مدينة القُصيّر السورية نتيجة هجوم لمسيرة إسرائيلية .
في 27 مايو 2024 صّرح الجيش الإسرائيلي أنه قصف مبنى في منطقة يارون بجنوب لبنان كان يتواجد فيه عناصر من حزب الله، كما أعلنت الوكالة الوطنية للإعلام عن وقوع إصابات نتيجة استهداف دراجة نارية في منطقة بنت جبيل من قبل مسيّرة إسرائيلية.
في 31 مايو 2024 صرّح حزب الله أنه استهدف بالمسيرات منصّات للقبة الحديدية في منطقة الزاعورة ، كما استهدف مبنى في مستوطنة شوميرا.
في 18 يونيو 2024 استهدف حزب الله دبابة ميركافا بواسطة مسيرة داخل موقع حدب يارين، ورد الجيش الإسرائيلي بقصف سيارة بواسطة مسيرة هجومية في قضاء صور.
في 3 يوليو 2024 صرّح حزب الله بأن قيادي بارز في صفوفه يدعى أبو نعمة لقي مصرعه نتيجة غارة إسرائيلية على سيارته في مدينة صور.
في 12 يوليو 2024 سقط جريح على طريق راشيا نتيجة قصف مسيرة إسرائيلية تزامناً مع مقتل جندي إسرائيلي إثر اشتباك مع حزب الله على الحدود بشمال لإسرائيل.

### سوريا

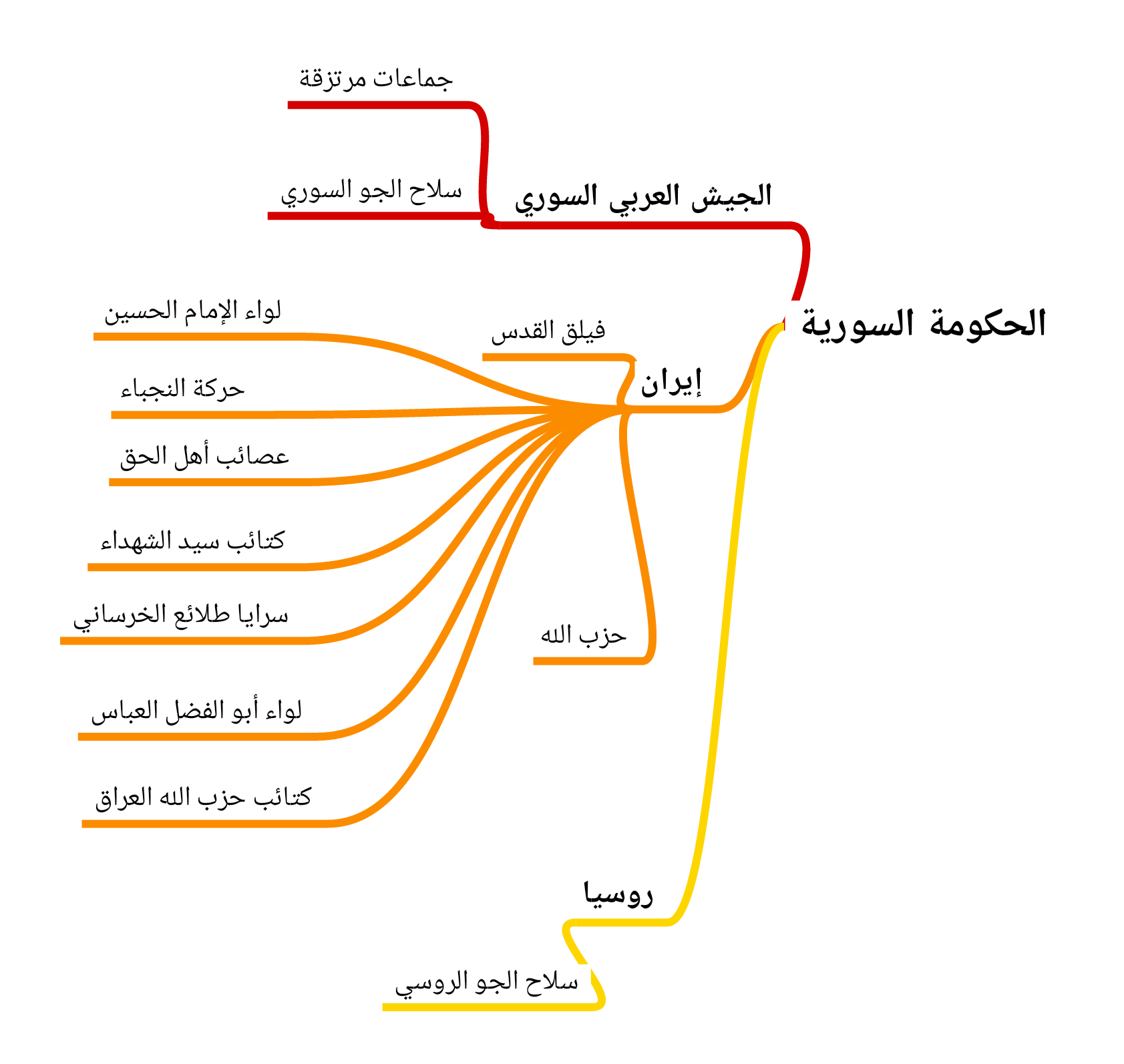
داعمي حكومة الأسد خلال الحرب الأهلية السورية مع ملاحظة الدعم الإيراني من خلال عشرات الميليشيات الشيعية

## أنصار ووكلاء إيران

### حزب الله
نما حزب الله في منطقة الشرق الأوسط حتى صار حزبا سياسيا وعسكريا ذو تأثير كبير في سياسة لبنان، بل بات يتوفر على راديو وقنوات تلفزيونية تعرض برامج التنمية الاجتماعية على نطاق واسع كما تهتم بالانتشار العسكري للمقاتلين التابعين للحزب خارج حدود لبنان، حتى صار يُعتبر اليوم «دولة عميقة». حزب الله هو جزء من تحالف 8 آذار في لبنان كما أنه جزء من تحالف تحالف 14 آذار المعارض. في حقيقة الأمر يُحافظ حزب الله على الدعم القوي بين السكان الشيعة في لبنان، في حين يختلف أهل السنة في أحقية وجوده على الأراضي اللبنانية من عدمها. عقب نهاية الاحتلال الإسرائيلي لجنوب لبنان عام 2000 نمت القوة العسكرية للحزب بشكل كبير،  حتى أصبح جناحا شبه عسكريا أقوى حتى من الجيش اللبناني نفسه. يتلقى حزب الله التدريب العسكري والأسلحة والدعم المالي من إيران في حين يحصل على الدعم السياسي من سوريا. جدير بالذكر هنا أن الحزب قد قاتل ضد إسرائيل في حرب لبنان عام 2006.

### حماس (2005-2011)
كانت إيران بين عامي 2005 و2011 واحدة من أهم الممولين والموردين لحركة حماس الإسلامية. ترى إسرائيل أن حركة حماس تتكون من عدة مئات من الأعضاء الذين حصلوا على تدريب عسكري في كل من إيران وسوريا (قبل الثورة السورية). في عام 2011 وبعد اندلاع الحرب الأهلية السورية نأت حماس بنفسها عن الحكومة السورية وأعضائها وبدأت في مغادرة سوريا تدريجيا. منذ عام 2012 توقفت حماس عن تلقي أي دعم من إيران بسبب دعم حماس لحركة الإخوان المسلمون في سوريا. شكر الناطق الرسمي باسم كتائب القسام في خطاب عام 2014 بمناسبة الذكرى السابعة والعشرين لتأسيس حماس شكر دولة إيران على المساعدة في التمويل والأسلحة.

### السودان (2005-2015)
في عام 2008 وقعت السودان وإيران اتفاق تعاون عسكري. تم توقيع الاتفاقية من قبل إيران وزير الدفاع مصطفى محمد نجار ونظيره السوداني عبد الرحيم محمد حسين. في عام 2011 خفض السودان التعاون مع إيران بسبب بدء الحرب الأهلية السورية. ثم قطع السودان علاقاته بشكل رسمي مع إيران بسبب تدخل هذه الأخيرة في اليمن عبر «مخلبها» الحوثي.

### الجهاد الإسلامي في فلسطين
تٌقدم إيران الدعم المالي الكبير لحركة الجهاد الإسلامي في فلسطين، في أوائل عام 2014 وبعد الضغط الكبير الذي طبقته دولة مصر بقيادة رئيس مصر عبد الفتاح السيسي جنبا إلى جنب مع إسرائيل بقيادة رئيس الوزراء «المتطرف» بنيامين نتنياهو على حركة حماس حولت إيران دعمها باتجاه حركة الجهاد الإسلامي التي بدأت قوتها في التوسع بسبب ذلك الدعم. يُعتقد أيضا أن الحركة تحصل على دعم مالي من سوريا حليفة نظام ولاية الفقيه في إيران.

## أنصار ووكلاء إسرائيل

### مجاهدي خلق الإيرانية
- يُؤكد المسؤولون في الولايات المتحدة أن حركة مجاهدي خلق يتلقون تمويلا وتدريبا وتسليحا من قبل إسرائيل وذلك مقابل قتل العلماء النوويين الإيرانيين.[226]
- وفقا لتقرير في جريدة النيويوركر فإن أعضاء حركة مجاهدي خلق قد تلقوا تدريبا في الولايات المتحدة الأمريكية وإسرائيل كما تن تمويل معظم عملياتها ضد الحكومة الإيرانية.[227]

### جند الله
اتهم علي خامنئي إسرائيل بمساعدة جند الله من أجل تنفيذ هجمات في إيران.

### المعارضين السوريين
قدمت إسرائيل العلاج الطبي للمدنيين السوريين والمعارضين. لكن وبالرغم من ذلك يرى الكثير من المحللين والساسة أن العلاقة القائمة بين إسرائيل والمعارضين هي علاقة تطفل أكثر من كونها تكافل كما أشارت الكثير من التقارير إلى قيام إسرائيل بتدريب أعضاء من جبهة النصرة ومن جماعات إرهابية أخرى لإثارة الفتن ومن ثم المحافظة على الحرب الأهلية وعدم تسريع فترة نهايتها.
في أواخر نيسان/أبريل 2016 قبضت شعبة قوات الأمن في الجيش العربي السوري على سيارة زعموا أنها كانت محملة بكمية كبيرة الأسلحة إسرائيلية الصنع والمرسلة إلى محافظة السويداء في سوريا.

## استجابات دولية

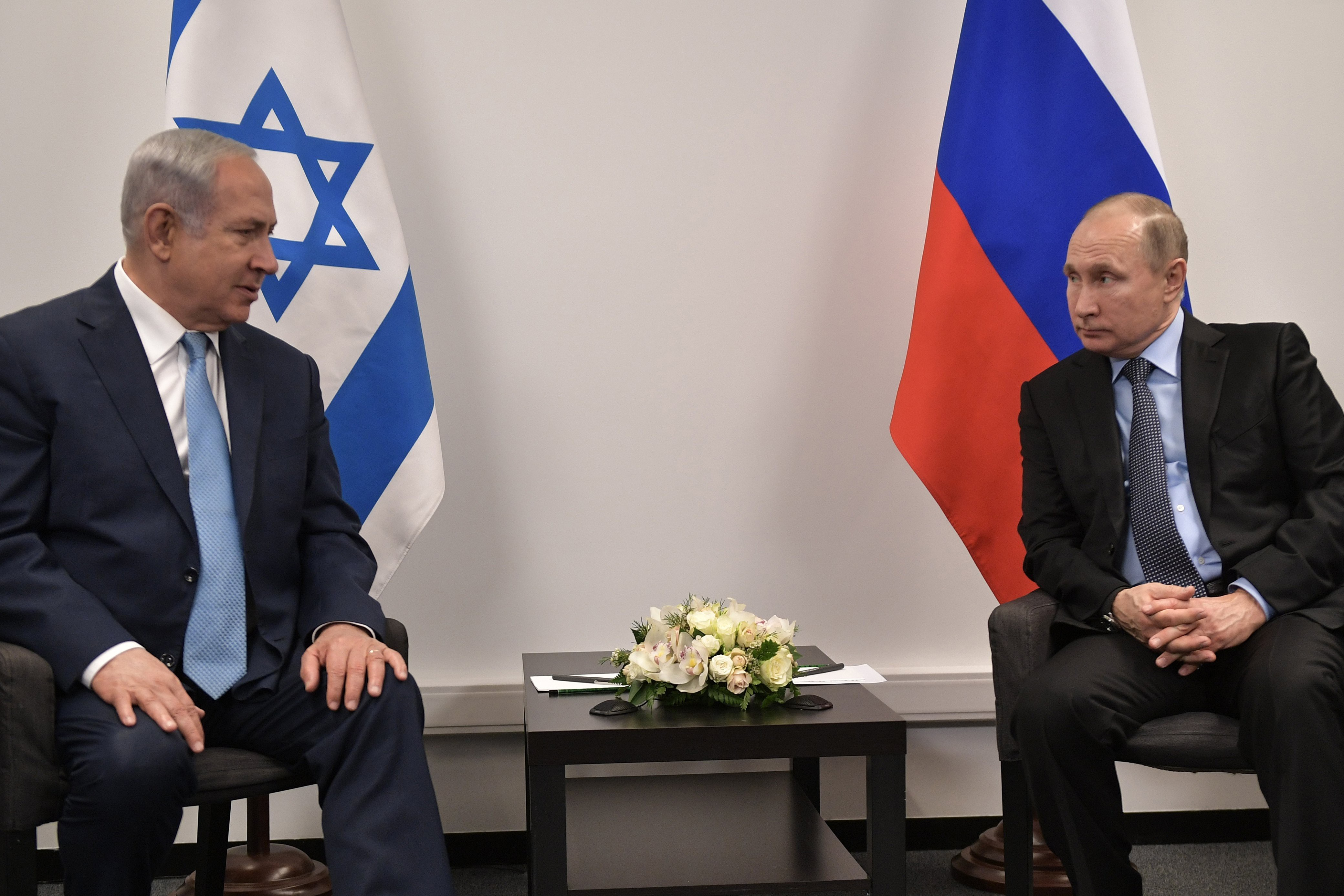
بوتين ونتنياهو - 2018

### روسيا
بدأت السياسة الخارجية الروسية في الشرق الأوسط خلال وقت مبكر من عام 2000 في ضوء الصراع الإيراني الإسرائيلي بالوكالة. بعد عام 2001، كثفت حكومة الرئيس فلاديمير بوتين من مشاركة روسيا في المنطقة ودعم إيران خاصة في البرنامج النووي وفي برامج أخرى بما في ذلك مساعدتها على تخفيض ديون سوريا من خلال دعمها بـ 13 مليار دولار.
في مقال له في 10 سبتمبر 2004 عن آفاق الشرق الأوسط للسياسة الخارجية الروسية: عودة روسيا إلى واحدة من المناطق الرئيسية في العالم كتب ميخائيل مارجيلوف رئيس مجلس العلاقات الخارجية للاتحاد الروسي:
وفقا لموجز مارس 2007 بعنوان السياسة الروسية الجديدة في الشرق الأوسط: العودة إلى بسمارك؟ قال أريل كوهين (معهد الشؤون المعاصرة):